# 拉斯纳
拉斯纳（法語：Lacenas，法語發音：[lasna]）是法国罗讷省的一个市镇，属于索恩河畔自由城区。

## 地理
拉斯纳（45°59'36"N, 4°38'44"E）面积3.36 平方千米，位于法国奥弗涅-罗讷-阿尔卑斯大区罗讷省，该省份为法国中东部省份，北起顺时针与索恩-卢瓦尔省、安省、里昂大都会、伊泽尔省和卢瓦尔省接壤。
与拉斯纳接壤的市镇（或旧市镇、城区）包括：德尼塞、科尼、格莱泽、金石门镇。

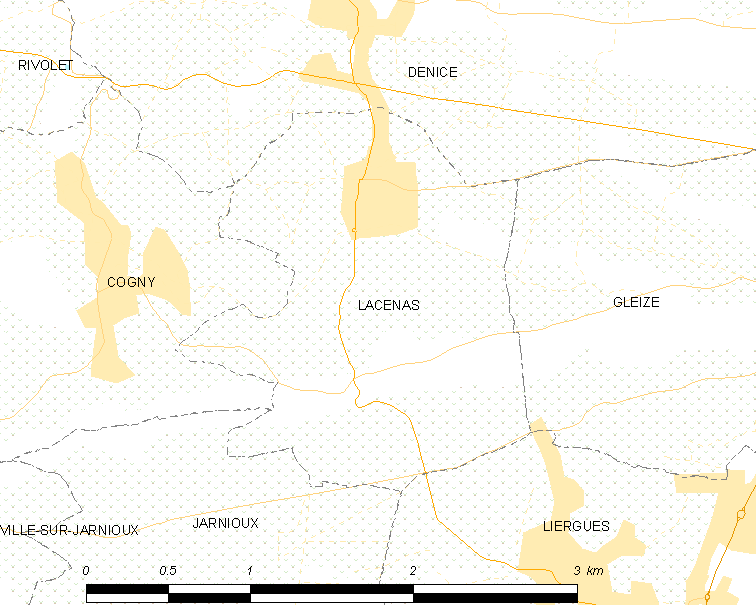
拉斯纳的OSM定位图

拉斯纳的时区为UTC+01:00、UTC+02:00（夏令时）。

## 行政
拉斯纳的邮政编码为69640，INSEE市镇编码为69105。

## 政治
拉斯纳所属的省级选区为格莱泽县。

## 人口

1962-2008年间拉斯纳人口变化图示

拉斯纳于2022年1月1日时的人口数量为1029人。